# Alaska Kid (Fernsehserie)
Alaska Kid war eine dreizehnteilige Fernsehserie unter der Regie von James Hill basierend auf dem gleichnamigen Roman von Jack London.

## Inhalt
Die Abenteuer des ehemaligen Zeitungsjournalisten Jack Bellew, genannt Alaska Kid, zu Zeiten des Goldrausches an den Ufern des Klondike.

## Episodenliste
1. Im Goldrausch (1. Dezember 1993)
2. Lebendig begraben (2. Dezember 1993)
3. Das Jungfernfeuer (6. Dezember 1993)
4. Das Wunder der Liebe (7. Dezember 1993)
5. Ansturm auf Squaw Creek (8. Dezember 1993)
6. Kid muß hängen (9. Dezember 1993)
7. König des Roulettes (13. Dezember 1993)
8. Tötet Kid Bellew (14. Dezember 1993)
9. Der Kampf des Jahres (15. Dezember 1993)
10. Das große Rennen (16. Dezember 1993)
11. Tödliches Poker (20. Dezember 1993)
12. Mit vorgehaltenem Gewehr  (21. Dezember 1993)
13. Entscheidung im Ewigen Eis (22. Dezember 1993)

## Bemerkungen
Nach der DEFA-Version Kit & Co eine neue Fassung des Buches als Fernseh-Vielteiler, der vom 1. bis 22. Dezember 1993 vom ZDF ausgestrahlt wurde.
Einige Folgen wurden zusammengeschnitten und unter dem Titel Goldrush in Alaska als zusammenhängender Film gezeigt.

## Nachweise
1. ↑  Alaska Kid – D/PL/RUS 1993. In: fernsehserien.de. Abgerufen am 25. Februar 2015.